# Chania (regionální jednotka)
Chania (řecky: Περιφερειακή ενότητα Χανίων) je jednou ze čtyř regionálních jednotek na ostrově Kréta v Řecku. Pokrývá nejzápadnější část ostrova. Má rozlohu 2376 km². V roce 2011 v ní žilo 156 585 obyvatel. Hlavním městem je Chania. Hraničí pouze s jedním regionem – a to na východě s regionální jednotkou Rethymno. Břehy omývají tyto moře: Krétské, Středozemní a Libyjské. Oblast je někdy nazývána „západní Kréta“.

## Administrativní dělení
Regionální jednotka Chania se od 1. ledna 2011 člení na 7 obcí:

Administrativní dělení

| číslo na mapce | Obec            | řecky                  | rozloha (km²) | počet obyvatel | hustota zalidnění | sídlo obce    |
| -------------- | --------------- | ---------------------- | ------------- | -------------- | ----------------- | ------------- |
| 1              | Chania          | Δήμος Χανίων           | 356,12        | 108 642        | 305,07            | Chania        |
| 2              | Apokoronas      | Δήμος Αποκορώνου       | 323,13        | 12 807         | 39,63             | Vryses        |
| 3              | Gavdos          | Δήμος Γαύδου           | 27,00         | 152            | 5,63              | Kastri        |
| 4              | Kantanos-Selino | Δήμος Καντάνου-Σελίνου | 369,06        | 5 431          | 14,72             | Palaiochora   |
| 5              | Kissamos        | Δήμος Κισσάμου         | 334,18        | 10 790         | 32,29             | Kissamos      |
| 6              | Platanias       | Δήμος Πλατανιά         | 495,43        | 16 874         | 34,06             | Gerani        |
| 7              | Sfakia          | Δήμος Σφακίων          | 467,59        | 1 889          | 4,04              | Chora Sfakion |